# Thomas Cunningham (homme politique canadien)
Pour les articles homonymes, voir Thomas Cunningham et Cunningham.
Thomas Cunningham (12 avril 1837 - 16 février 1916) est un homme politique canadien de la Colombie-Britannique. Il est député provincial indépendant de la circonscription britanno-colombienne de New Westminster City d'une élection partielle en 1889 à 1890.

## Biographie
Né dans en Ulster en Irlande, Cunningham s'installe à Kingston dans le Canada-Est en 1853. Il se dirige ensuite vers Victoria dans la colonie de l'île de Vancouver lorsque des gisements d'or sont découverts. Le printemps suivant, il se rend à Antler Creek dans la région de Cariboo. En 1861, il s'installe à New Westminster où il vend du matériel de construction. En 1864, il travaille pour la Vancouver Coal Co. de Nanaimo. En 1867, Cunningham est élu à l'assemblée en tant que représentant de l'île de Vancouver et vote en faveur de l'union de la colonie avec la colonie de la Colombie-Britannique. De 1867 à 1882, il vit à Salem en Oregon et travaille en tant que marchand de wagons, d'attelages et de matériaux agricoles. 
Cunningham se réinstalle à New Westminster et redevient marchand de matériaux de construction. Plus tard, il devient éleveur de jersiaises. Il sert également au conseil municipal de la ville et en tant que président de la British Columbia Agricultural Society.
En 1900, il devient horticulteur provincial et inspecteur de fruits en 1906.
Cunningham meurt en février 1916 à l'âge de 70 ans.
La soeur jumelle de sa conjointe, Mary Ann Cunningham (en), militante en faveur de la tempérance, épouse son frère James Cunningham, lui-même député provincial de New Westminster City de 1884 à 1886 et député fédéral de New Westminster de 1874 à 1878.
L'île Cunningham sur la côte de l'océan Pacifique est nommée en son honneur.